# Michael Johnson
Michael Duane Johnson (født 13. september 1967 i Dallas, Texas) er en amerikansk tidligere sprinter og verdensrekordholder på 200 og 400 meter. Med sine fem OL-guld og ni VM-titler er Michael Johnson en af alle tiders mest vindende atletikudøvere.

## Atletikkarriere
Johnson markerede sig første gang på den internationale scene, da han i 1989 var med på det  amerikanske hold, der ved Universiade i 1989 vandt sølv i 4 × 400-meterløb. To år senere blev han verdensmester i 200 m løb, og der var derfor store forventninger til ham ved OL 1992 i Barcelona, som øverst på verdensranglisten de seneste to år. Her var han imidlertid plaget af sygdom (madforgiftning), og selv om kvalificerede sig til semifinalen, måtte han her se sig slået ud. Han var også med i 4 × 400-meterløb, hvor amerikanerne efter en anden plads i indledende heat satte turboen til i finalen og sejrede i ny verdensrekordtid med 2.55,74 minutter, mens Cuba fik sølv, næsten to sekunder efter, og Storbritannien bronze.
I perioden indtil det følgende OL blev Johnson verdensmester i 400 meterløb og i 400 m-stafetten, mens han i 1995 hentede tre VM-guldmedaljer: 200 m, 400 m og 400 m-stafetten.
Ved OL 1996 på hjemmebane i Atlanta stillede han først op i 400 m-løbet, hvor han sikkert kvalificerede sig til finalen. Her vandt han med et forspring på næsten ti meter, den største sejrsmargen i 100 år, til briten Roger Black, mens uganderen Davis Kamoga blev nummer tre. Et par dage senere gjaldt det 200 m distancen, og her fik han revanche for den knap så gode præstation fire år tidligere, da han efter at have sejret i alle heats var klar til finalen, hvor de største konkurrenter var namibieren Frank Fredericks og Ato Boldon fra Trinidad. Midtvejs lå disse tre næsten lige, men på de sidste 100 m fandt Johnson et ekstra gear og sejrede i ny verdensrekordtid på 19,32 sekunder, mens Fredericks fik sølv og Boldon bronze.
Johnson genvandt sit VM-guld på 400 m i både 1997 og 1999, og han var derfor endnu engang tårnhøj favorit på denne distance ved OL 2000 i Sydney. Han havde da heller ikke problemer med at kvalificere sig til finalen, hvor han vandt en overbevisende sejr, mens hans holdkammerat, Alvin Harrison, fik sølv og jamaicaneren Greg Haughton bronze. Et par dage senere var han i spidsen for det amerikanske hold, der havde kvalificeret sig til finalen i 4 × 400 m (uden hans hjælp), og med tvillingerne Alvin og Calvin Harrison samt Antonio Pettigrew sejrede de overbevisende. Imidlertid blev guldmedaljen her senere frataget amerikanerne, da to af løberne senere blev afsløret i brug af doping.

## Senere karriere
Han har efter afslutningen af sin aktive karriere i flere tilfælde fungeret som ekspertkommentator for BBC.
I 2018 blev han ramt af en blodprop, der påvirkede hans venstre side. I 2021 bekendtgjorde han, at han var helt kommet sig over den igen.